# Port Ouest d'Helsinki
Le port Ouest (finnois : Länsisatama) est l'un des principaux ports de passagers d'Helsinki la capitale de la Finlande. Auparavant, c'était un port de fret. 
Il est une des composantes du Port d'Helsinki.

## Description
Il est situé dans le quartier de Länsisatama et la section de Jätkäsaari.
Au Port Ouest on trouve des ferrys effectuant une liaison régulière avec Tallinn et des bateaux de croisière. On trouve également en bordure nord du port un chantier naval d'Aker Yards.
Jusqu'en 2008, une grande partie du port était réservé au transport des conteneurs. Cette activité, pourtant, a été complètement déplacée au nouveau port de Vuosaari. Une large zone résidentielle comptant jusqu'à 22 000 habitants est en construction à la place des installations antérieurs.
Le quartier de Munkkisaari est à proximité immédiate du Port ouest et de Hietalahti où se trouve le chantier naval de Hietalahti (anciennement Aker Finnyards).
Länsisatama est aussi le nom du quartier entourant le port.

## Galerie

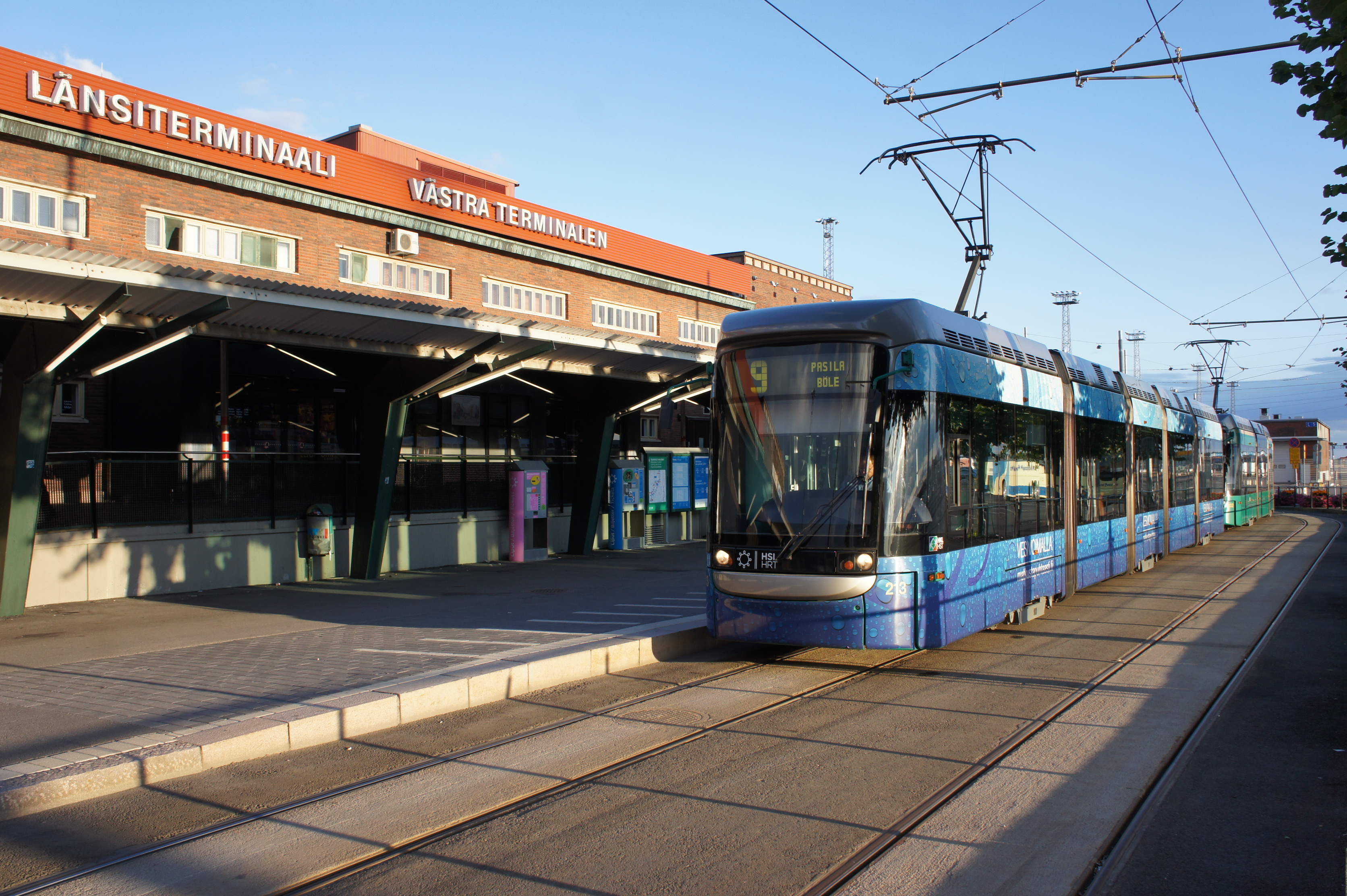
Le  terminal 1.
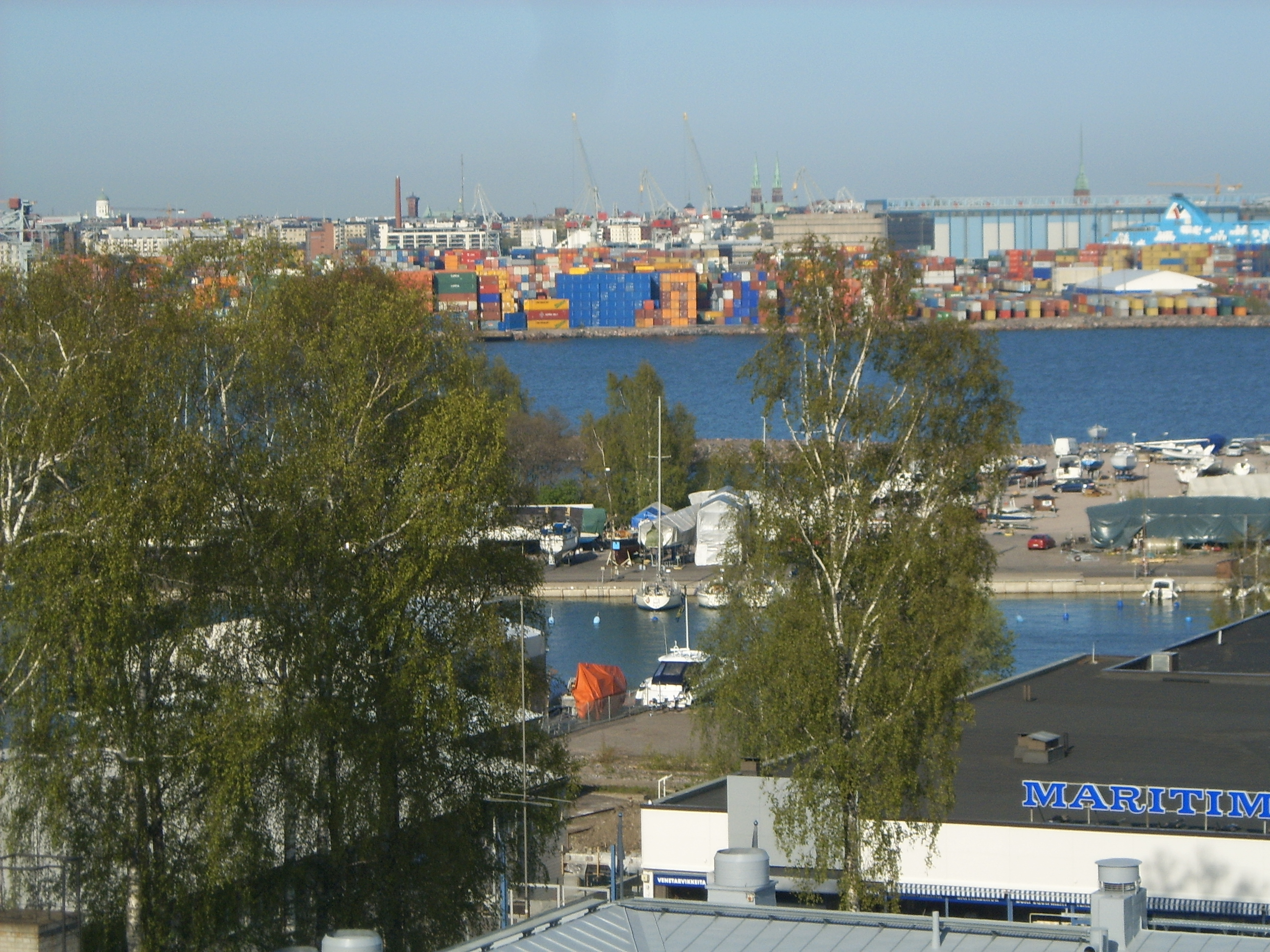
Le port Ouest occupe l'arrière plan de cette vue prise depuis Lauttasaari.
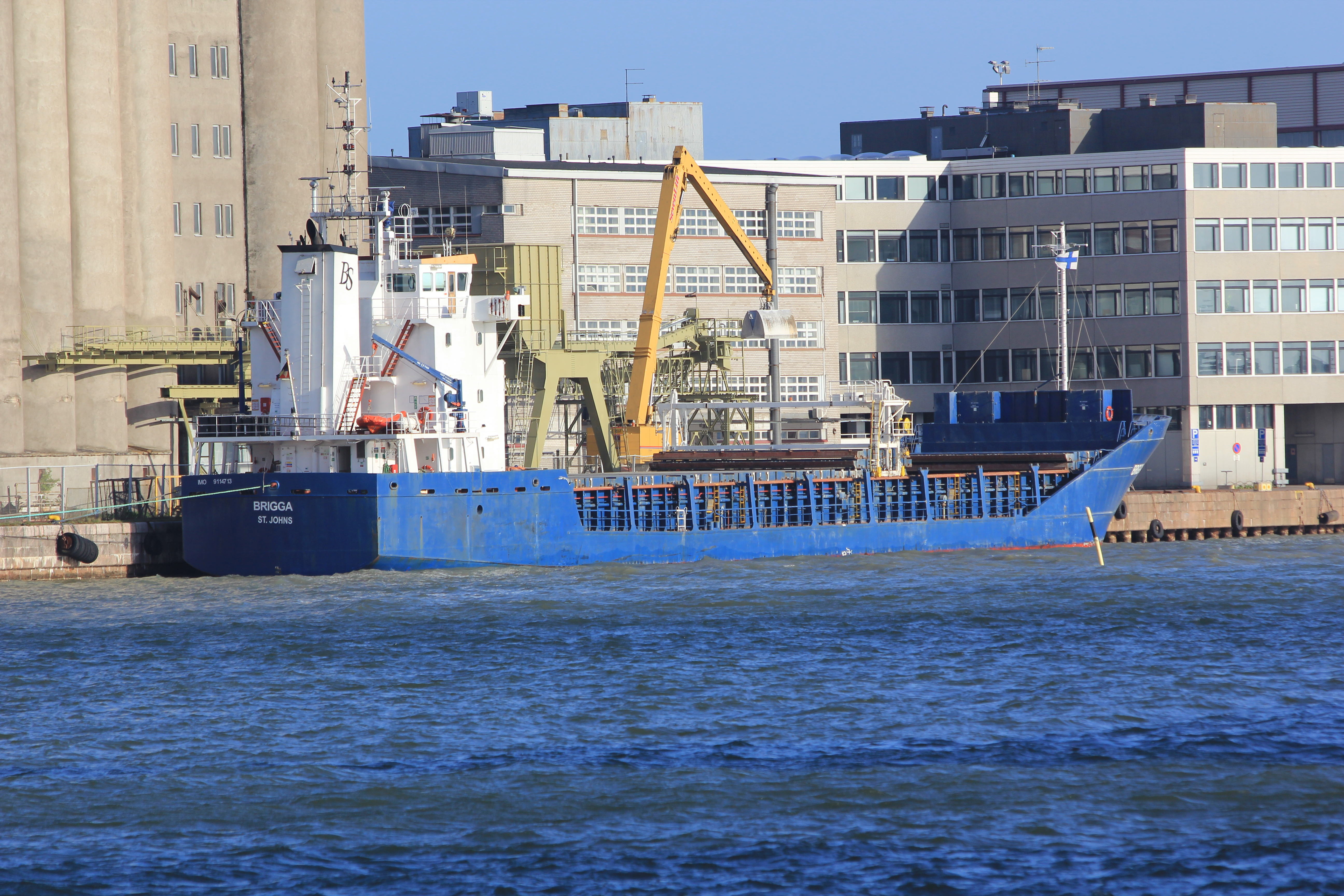
Le Brigga à Munkkisaari dans le port ouest.
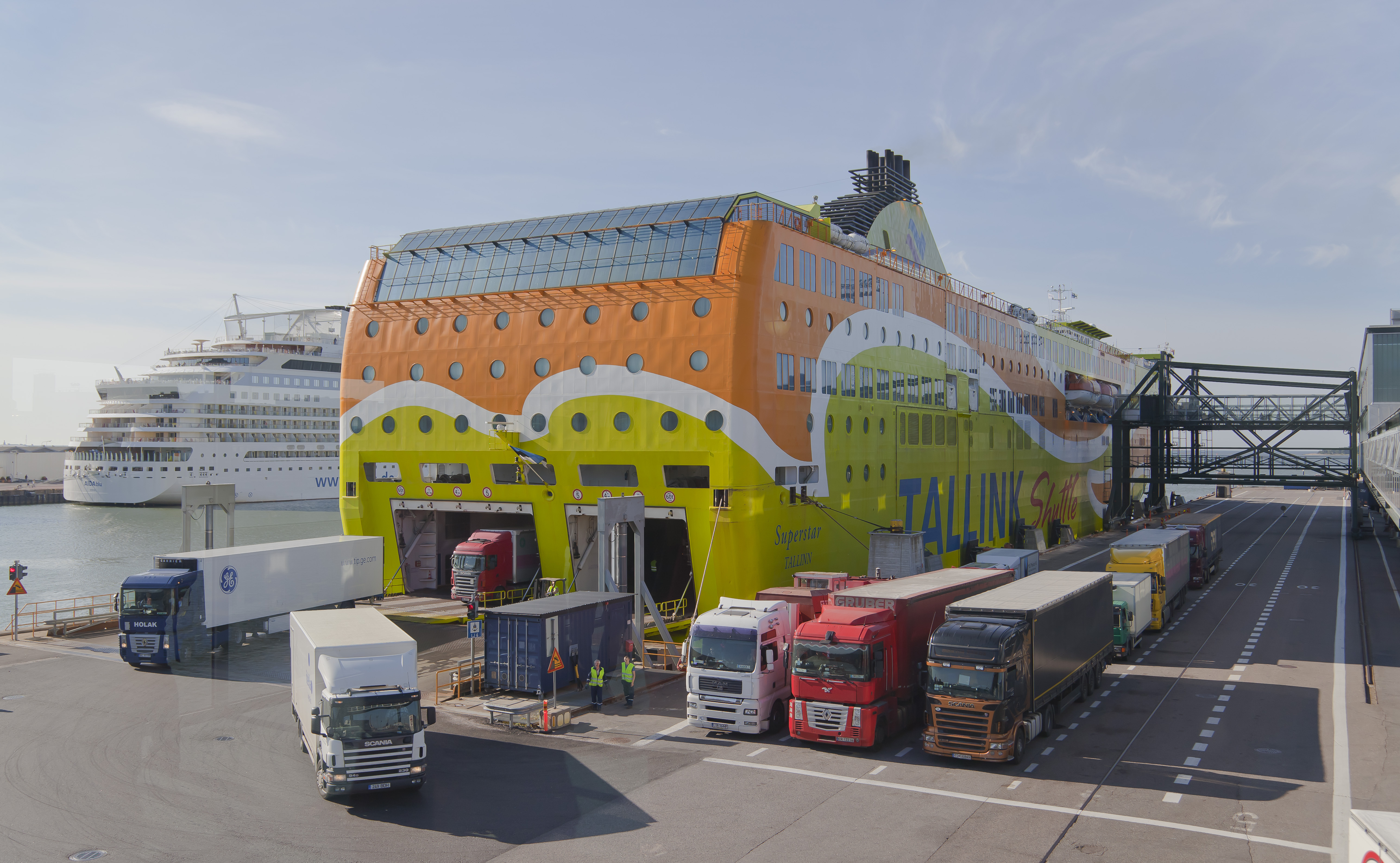
Camions sortant d'un navire.
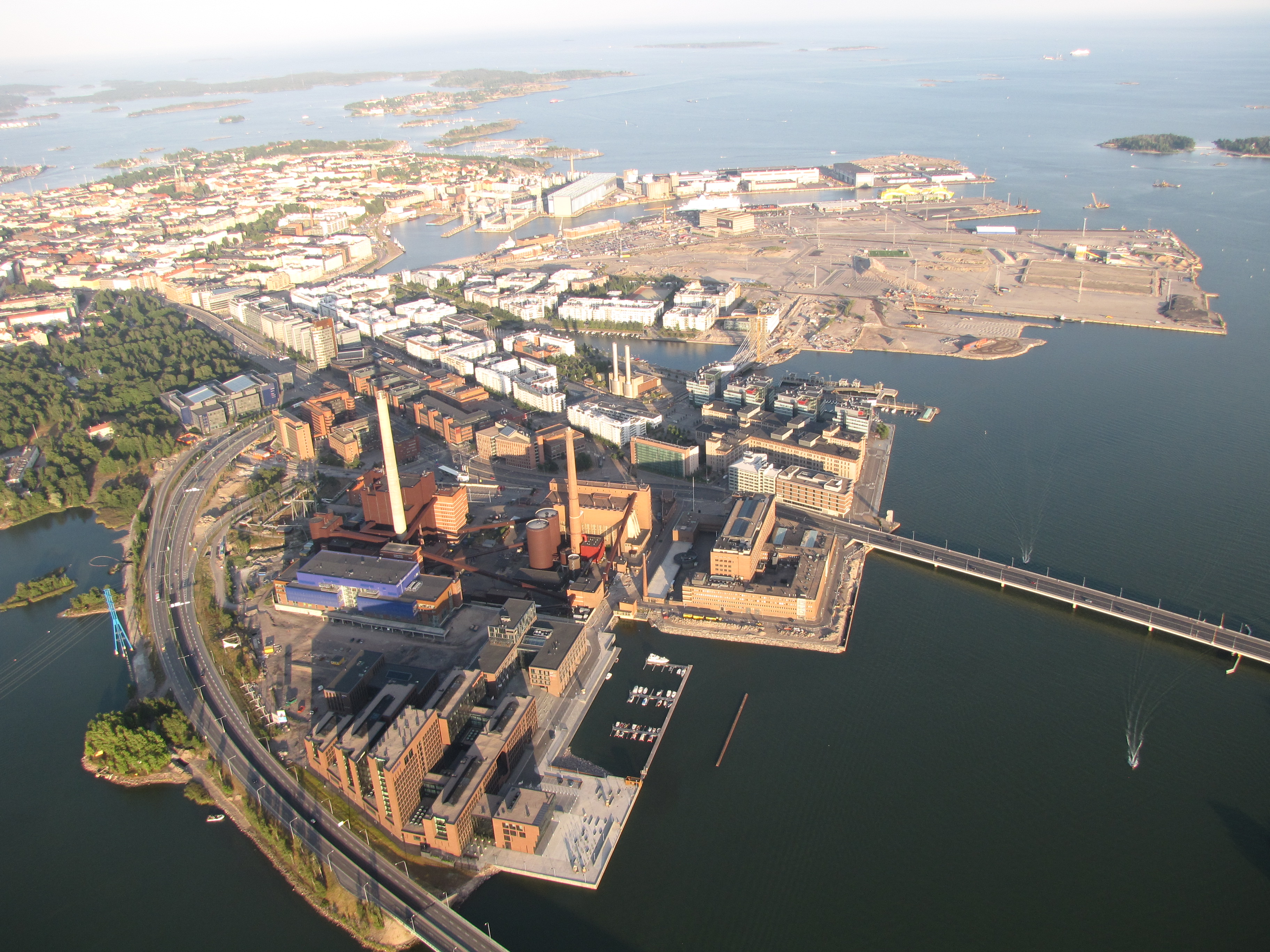
Ruoholahti et le port ouest.
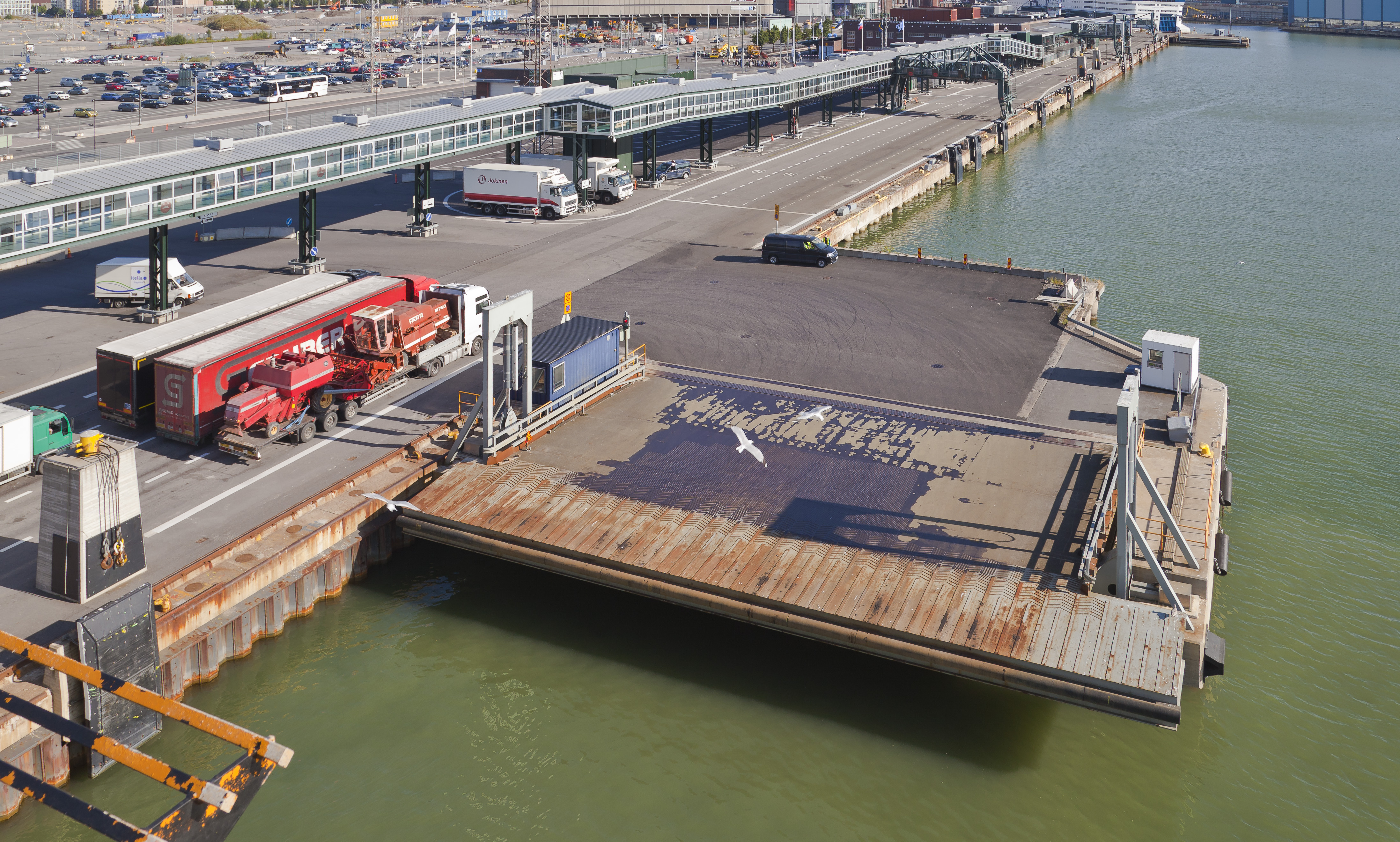
Le port ouest.
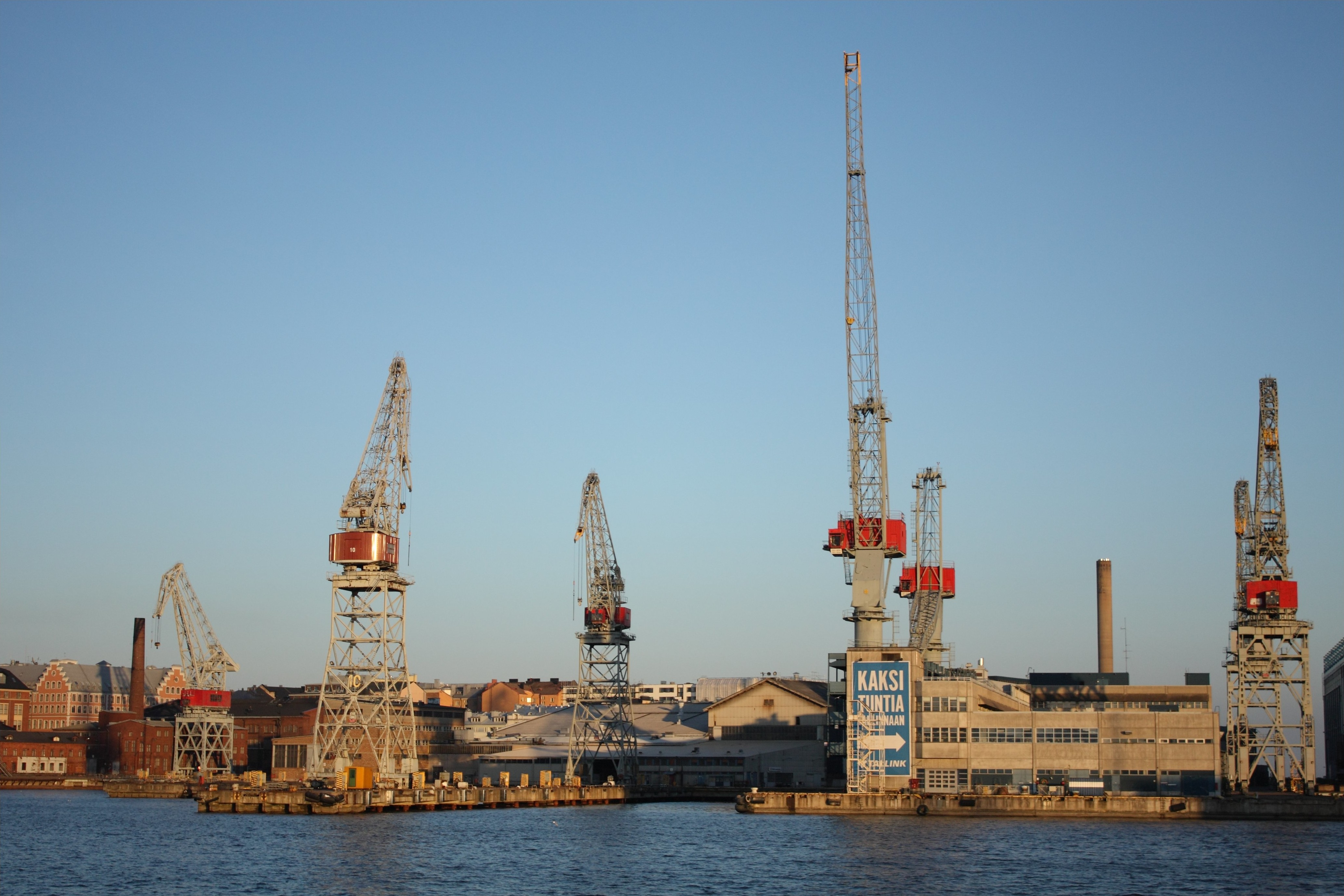
Le chantier naval de Hietalahti.
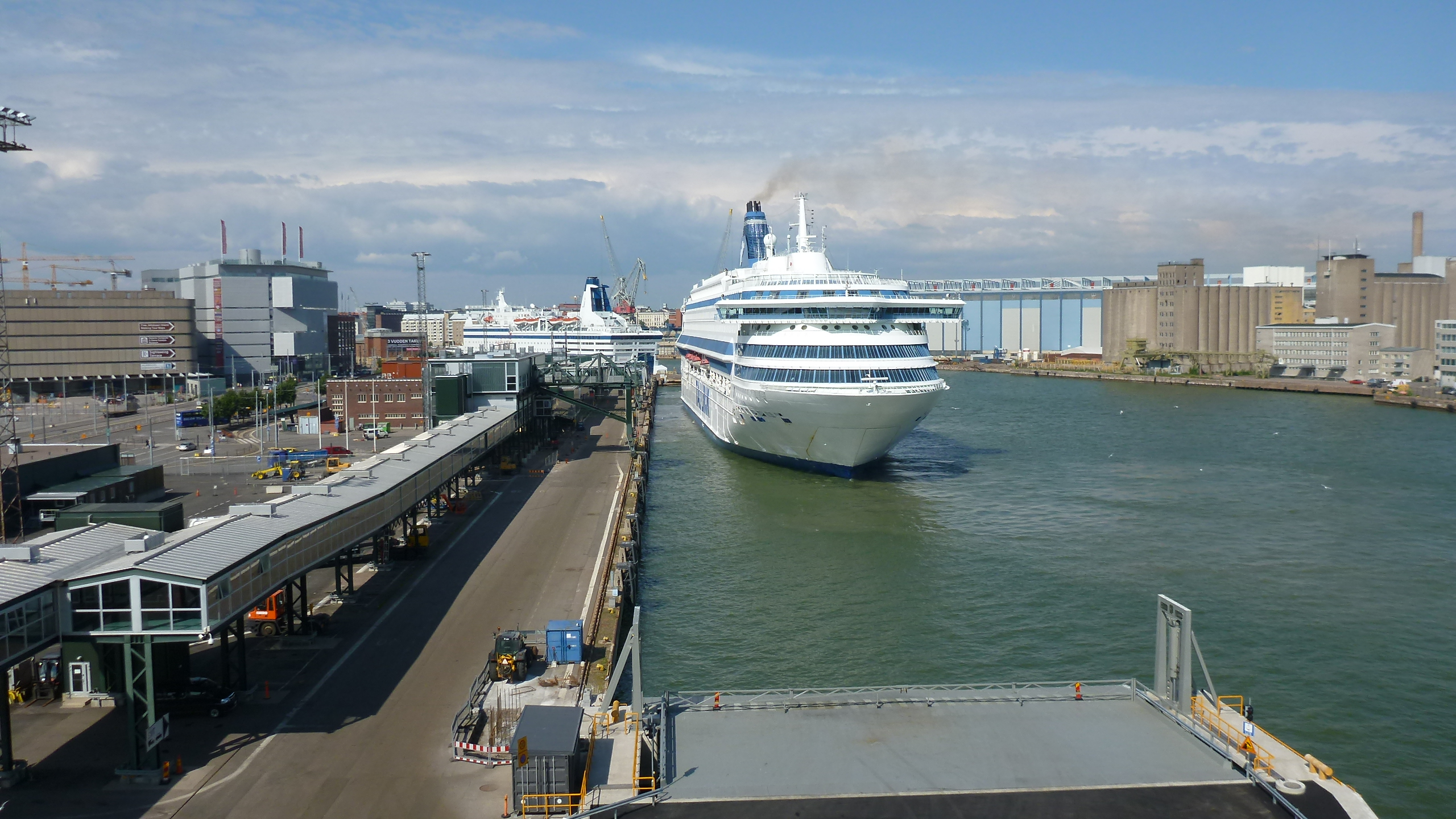
Le port ouest.